# Шани (Канзас)
Шани (енгл. Shawnee) град је у америчкој савезној држави Канзас.

## Демографија
По попису из 2010. године број становника је 62.209, што је 14.213 (29,6%) становника више него 2000. године.
| Група             | 2000.          | 2010.          |
| Белци             | 42.344 (88,2%) | 50.862 (81,8%) |
| Афроамериканци    | 1.422 (3,0%)   | 3.294 (5,3%)   |
| Азијати           | 1.273 (2,7%)   | 1.895 (3,0%)   |
| Хиспаноамериканци | 2.093 (4,4%)   | 4.652 (7,5%)   |
| Укупно            | 47.996         | 62.209         |